# 케메로보 쇼핑몰 화재
2018년 3월 25일 러시아 케메로보주 케메로보에 있는 쇼핑몰 짐냐야 비시냐(러시아어: Зимняя вишня)에서 화재가 발생하였다. 이 화재로 64명이 사망하고 79명이 부상당했다. 사망자 중 절반 이상은 어린이이다.

## 같이 보기
- 페름 나이트클럽 화재